# Bello Amanecer
Bello Amanecer är en ort i Mexiko.   Den ligger i kommunen Guadalupe och delstaten Nuevo León, i den centrala delen av landet, 700 km norr om huvudstaden Mexico City. Bello Amanecer ligger 427 meter över havet och antalet invånare är 135.
Terrängen runt Bello Amanecer är platt. Runt Bello Amanecer är det tätbefolkat, med 343 invånare per kvadratkilometer. Närmaste större samhälle är Monterrey, 18,5 km väster om Bello Amanecer. Trakten runt Bello Amanecer består i huvudsak av gräsmarker.